# Giovanni Pizzarelli
Giovanni Pizzarelli (20 maggio 1902 – 1963) è stato un ciclista su strada italiano.
Fu professionista tra il 1927 ed il 1931, partecipando a cinque edizioni del Giro d'Italia.

## Carriera
Corse per la Bianchi e la Gloria, oltre che come indipendente. Non ottenne nessuna vittoria da professionista, il miglior piazzamento fu un terzo posto nella dodicesima tappa del Giro d'Italia 1928. Partecipò a cinque edizioni della corsa rosa.

## Piazzamenti

### Grandi Giri
- Giro d'Italia

1927: 23º
1928: 22º
1929: 46º
1930: 50º
1931: 47º

### Classiche monumento
- Milano-Sanremo

1929: 14º
- Giro di Lombardia

1923: 35º